# Scopula gooraisensis
Scopula gooraisensis är en fjärilsart som beskrevs av Louis Beethoven Prout 1935. Scopula gooraisensis ingår i släktet Scopula och familjen mätare. Inga underarter finns listade.